# Susanne Deeken
Susanne Deeken (* April 1969 in Deutschland) ist eine deutsche Filmemacherin, Künstlerin und Designerin.

## Leben
Deeken wuchs in den 1970er Jahren Lingen auf. Als Teenager begann sie sich ungefragt von zu Hause zu entfernen. Bereits als Jugendliche begann sie sich für Kunst zu interessieren und malte viel. Später lebte sie einige Jahre in Kopenhagen, wo sie Bildende Kunst studierte, und Anfang der 1990er in Berlin, wo sie ein Semester an der Kunsthochschule verbrachte. Dort lernte sie die Techno-Szene kennen und arbeitete unter anderem im UFO und im Tresor.
Kurz darauf ging sie nach London, wo sie am Central Saint Martins College of Art and Design Mode studierte. Zu dieser Zeit studierten auch Stella McCartney und Hussein Chalayan dort. Ihr Lehrer war unter anderem Howard Tangye. Ihre Abschlussarbeit trug den Titel The Demystification of the Female und wurde mit Diamanda Galás und Hard Techno untermalt. Sie zog im Anschluss nach London und arbeitete als freie Designerin für Marc Jacobs, Valentino, Maison Margiela und Givenchy.
Während der COVID-19-Pandemie kam ihre Arbeit als Modeschöpferin zum Erliegen und sie begann ihre verschiedenen Kunstformen im Film zu integrieren. Die ersten Filme entstanden überwiegend alleine. Sie schrieb auch die Musik für ihre Filme selbst. Ihr Film The Hairy Notion of a Green Afternoon lief auf dem Ann Arbor Film Festival und gewann mehrere Preise.
2024 erschien der Kurzfilm A Place Without Fear, der auf dem Ann Arbor Film Festival seine Premiere feierte und später in das Programm von Mubi aufgenommen wurde.

## Filmografie
- 2021: Heiopei (Kurzfilm)
- 2021: Glad You Candy (Kurzfilm)
- 2021: The Hairy Notion of a Green Afternoon (Kurzfilm)
- 2022: Mumpitz (Kurzfilm)
- 2024: A Place Without Fear (Kurzfilm)